# Nadwarciański Park Krajobrazowy
Nadwarciański Park Krajobrazowy – park krajobrazowy w województwie wielkopolskim, utworzony w 1995 na powierzchni 13 428 ha, w obrębie pięciu gmin: Pyzdry, Zagórów, Lądek, Rzgów i Golina. Jeden z dwóch parków krajobrazowych, obok Powidzkiego Parku Krajobrazowego, w powiecie słupeckim.
Chroni krajobraz polodowcowy z szeroką pradoliną, której dnem płynie Warta. Warta, zmieniając często swój bieg, pozostawiła w dnie pradoliny liczne starorzecza. Obecny krajobraz parku jest efektem tradycyjnego, pastersko-łąkarskiego użytkowania gruntów, uzależnionego od zmiennego rytmu przepływów rzeki. Modyfikacje reżimu hydrologicznego w dolinie Warty (zmiany częstotliwości wezbrań, melioracje) oraz zmiany w gospodarce rolnej (zarzucanie ekstensywnej gospodarki łąkarsko-pasterskiej) powodują niekorzystne zmiany w walorach przyrodniczych i krajobrazowych Parku.
Obszar Nadwarciańskiego Parku Krajobrazowego uznano za jedną z 7 najwartościowszych ostoi ptaków wodnych i błotnych w Polsce oraz zakwalifikowano go do najcenniejszych ornitologicznych obszarów Europy, a w 1995 międzynarodowa organizacja BirdLife International nadała mu rangę ogólnoświatową – „Globally Important Bird Area”. Blisko Sługocina, w bezpośrednim sąsiedztwie parku znajduje się most autostradowy nad Wartą.

## Formy ochrony przyrody
Obszar Nadwarciańskiego Parku Krajobrazowego prawie w całości leży na terenie obszarów Natura 2000: obszaru specjalnej ochrony ptaków Dolina Środkowej Warty oraz obszaru specjalnej ochrony siedlisk Ostoja Nadwarciańska. Teren Parku znajduje się również w obrębie Pyzdrskiego Obszaru Chronionego Krajobrazu. Na terenie gminy Lądek leżącym w Nadwarciańskim Parku Krajobrazowym znajduje się pozbawiony nazwy użytek ekologiczny o powierzchni 312 ha.

## Fauna
Wielką atrakcją Parku jest szczególnie bogata awifauna, stwierdzono tu ponad 230 gatunków ptaków, w tym ponad 150 lęgowych. Podmokłe łąki są siedliskiem lęgowych ptaków siewkowych, m.in. czajki, krwawodzioba, kszyka, oraz różnych gatunków kaczek, m.in. krakwy i cyranki, a także chruścieli, m.in. kokoszki, wodnika i kropiatki. Ze względu na zmiany siedliskowe zachodzące na terenie Parku, wiele lęgowych gatunków emblematycznych dla tego obszaru zmniejsza jednak swoją liczebność (np. czajka, krwawodziób, cyranka, kszyk, rybitwa rzeczna) lub pojawia się już tylko na przelotach (np. rycyk, batalion, rożeniec, dubelt, podgorzałka). Niektóre gatunki ptaków zwiększają jednak swoją liczebność na terenie Nadwarciańskiego Parku Krajobrazowego. Należy do nich np. gęgawa, żuraw i nurogęś. Do charakterystycznych ssaków Parku należy bóbr europejski oraz wydra. Drobne zbiorniki wodne w obrębie doliny Warty są miejscem rozrodu płazów, m.in. kumaka nizinnego, rzekotki drzewnej i traszki grzebieniastej, z terenu Parku wykazywano też ropuchę paskówkę. Ze względu na rozległe siedliska łąkowe i podmokłe, Park charakteryzuje się bogatą entomofauną. Znajduje się tu m.in. ostatnie w Wielkopolsce stanowisko objętego ochroną ścisłą motyla związanego z łąkami trzęślicowymi – przeplatki aurinii. Ogółem w Nadwarciańskim Parku Krajobrazowym występuje ponad 70 gatunków motyli dziennych – z gatunków chronionych poza przeplatką aurinią występuje tu także czerwończyk nieparek Stwierdzono tu 30 gatunków ważek, co stanowi 41% fauny krajowej – charakterystycznym gatunkiem jest związana z porośniętymi osoką aloesowatą starorzeczami żagnica zielona. W Parku stwierdzono także występowanie krytycznie zagrożonego w Polsce gatunku pasożytniczej złotolitki – sawczynki piaskowej. 

## Flora i roślinność
Flora Nadwarciańskiego Parku Krajobrazowego obejmuje około 1070 gatunków roślin naczyniowych – wśród nich 57 gatunków prawnie chronionych, w tym 40 gatunków podlegających ochronie ścisłej. Spotkać tu można grzybienie białe (tzw. lilie wodne), widłaki, sasanki, storczyki, goździki i wiele innych. Na Łąkach Pyzdrskich znajduje się jedyne w Wielkopolsce stanowisko storczyka błotnego, poza tym w Parku występuje jeszcze 7 innych gatunków storczyków. Roślinność Parku jest niezwykle bogata – można tu znaleźć około 230 zbiorowisk roślinnych. W Parku występują zarówno lasy łęgowe, jak i zbiorowiska bagienne i torfowiskowe, a także wydmowe. Duże obszary są zajęte przez zbiorowiska łąkowe, m.in. niezwykle bogate florystycznie łąki trzęślicowe ze starodubem łąkowym, a także śródlądowe słone łąki ze stanowiskami rzadkich halofitów.

## Zagrożenia dla przyrody i krajobrazu
Od kilkudziesięciu lat teren Nadwarciańskiego Parku Krajobrazowego podlegał i wciąż podlega znaczącym przekształceniom, które w znaczący sposób zubażają jego walory przyrodnicze. Najważniejsze z tych czynników to m.in.:
- regulacja i obwałowanie koryta Warty,
- przecięcie doliny autostradą A2 wzdłuż granicy Parku,
- rezygnacja z wypasu zwierząt gospodarskich przez rolników indywidualnych – zamiana na użytkowanie kośne, orne, lub porzucanie gruntów,
- budowa zbiornika Jeziorsko (1986) oraz jego bieżące funkcjonowanie[7].

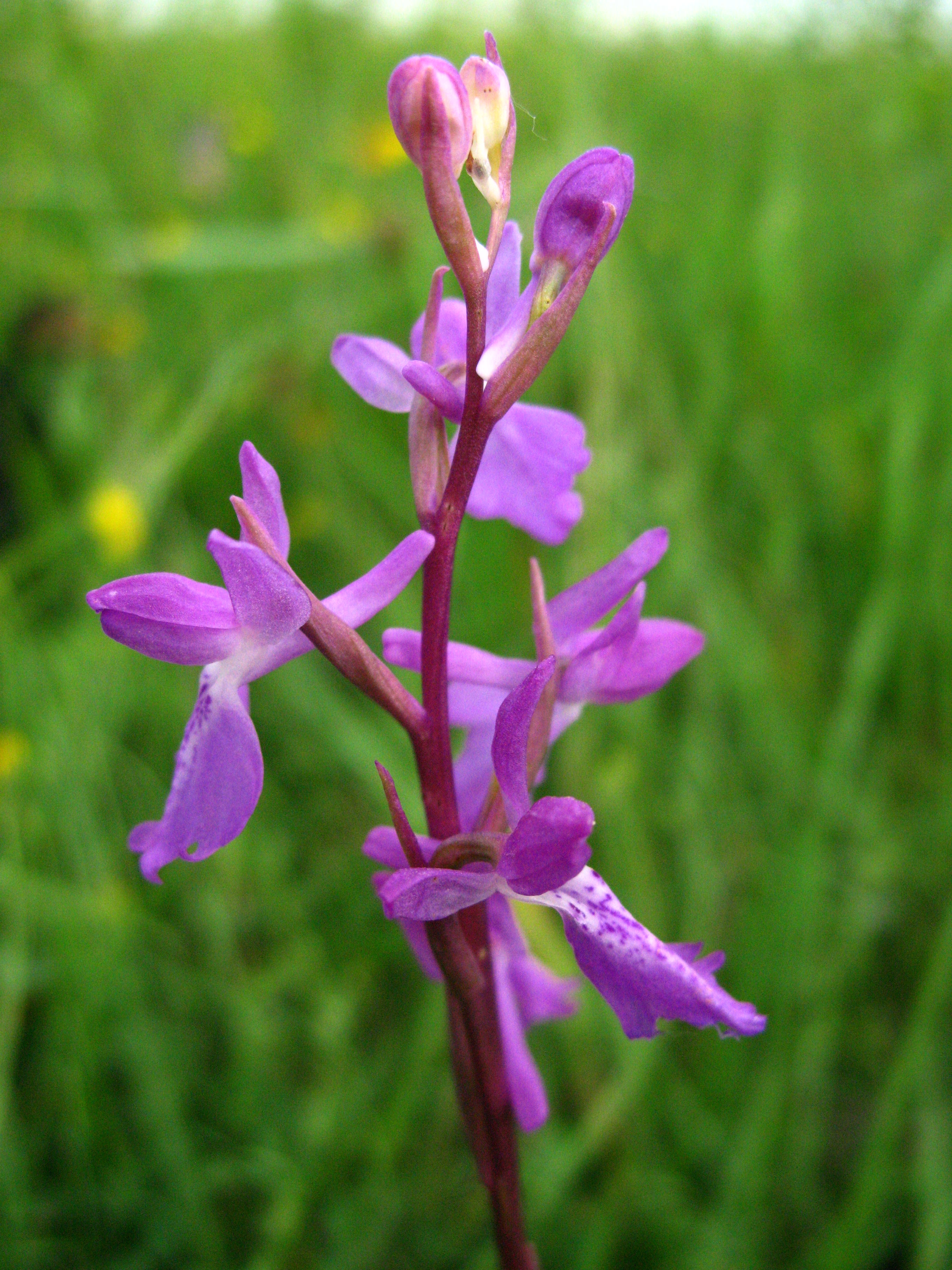
Storczyk błotny w Nadwarciańskim Parku Krajobrazowym. Park stanowi jedyne miejsce występowania tego gatunku w Wielkopolsce.

Dla zachowania siedlisk lęgowych ptaków wodno-błotnych na tym obszarze niezbędne są coroczne, wiosenne wezbrania Warty, powodujące powstanie rozlewisk na dnie doliny. Ze względu na obniżenie szczytu przepływu przez zbiornik Jeziorsko oraz coraz częstsze bezśnieżne zimy, cykl wezbrań staje się nieprzewidywalny. Obserwowane pogarszające się warunki siedliskowe dla ptaków wodno-błotnych wynikają z jednej strony z coraz mniejszej powierzchni wczesnowiosennych rozlewisk, a z drugiej strony – nagłych wezbrań pojawiających się w szczycie sezonu lęgowego (przełom wiosny i lata).

## Turystyka
Nadwarciański Park Narodowy stwarza dogodne warunki do uprawiania ekoturystyki – należy mieć jednak na uwadze, że okresowo niektóre odcinki szlaków pieszych i rowerowych mogą być zalane lub silnie podmokłe.

### Szlaki rowerowe[2]
Nadwarciański Szlak Rowerowy  przebiega przez Park na całej jego długości, łącząc ze sobą następujące miejscowości:  Pyzdry – Białobrzeg – Wrąbczynek – Wrąbczyn – Zagórów – Oleśnica – Skokum – Kopojno. Dodatkowo na terenie Parku wyznaczono oznakowany na czerwono szlak łącznikowy  z Zagórowa do Lądu (pokrywający się przebiegiem z czerwonym szlakiem pieszym oraz Nadwarciańską Drogą Św. Jakuba).

### Szlaki piesze[2]
Czerwony pieszy szlak turystyczny z Lądu przez Białobrzeg do Modlicy i Rudy Komorskiej prowadzi przez najciekawsze przyrodniczo i najbardziej zróżnicowane krajobrazowo fragmenty Parku.
Nadwarciańska Droga Św. Jakuba prowadzi z Lądu do Pyzdr, pokrywając się przebiegiem z czerwonym szlakiem turystycznym, a następnie przechodzi na prawą stronę Warty i opuszcza Park za miejscowością Tarnowa.

### Ścieżki dydaktyczne[2]
- Krzynica (długość 6 km, 4 przystanki)

Trasa: Ląd (parking przy moście) – Las Socznia – Las Krzynica – powrót. Ścieżka prezentuje krajobraz doliny Warty z charakterystycznymi elementami: łąkami, wydmami i starorzeczami oraz bogactwem fauny i flory.
- Ląd – Lądek (długość 9 km, 8 przystanków)

Trasa: Ośrodek Edukacji Przyrodniczej w Lądzie – Rydlowa Góra – Lądkowski Borek – Lądek.
Ścieżka prezentuje mozaikowy krajobraz doliny Warty oraz dziedzictwo kulturowe związane z  dwoma ośrodkami osadniczymi – Lądem i Lądkiem.
- Pyzdry – Białobrzeg (długość 8 km, 6 przystanków)

Trasa: Pyzdry (parking przy moście) – Białobrzeg. Ścieżka prezentuje zróżnicowane ekosystemy doliny Warty w okolicy Pyzdr.

### Szlaki wodne[2]
Warta w odcinku przepływającym przez Nadwarciański Park Krajobrazowy jest częścią Wielkiej Pętli Wielkopolski. Przystanie na terenie Parku znajdują się w Lądzie i Pyzdrach.

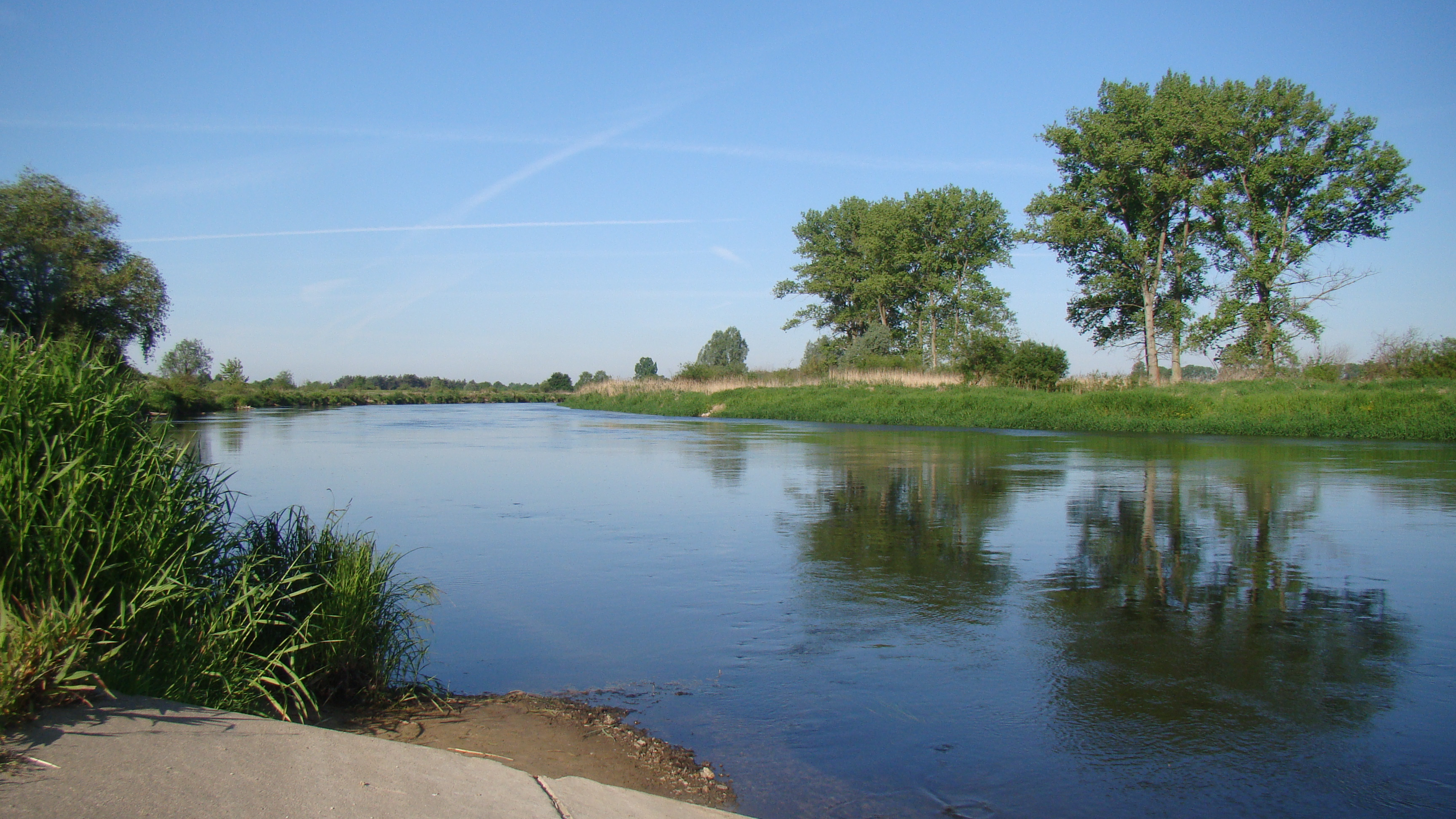
Przy przeprawie promowej w Sługocinie

## Galeria

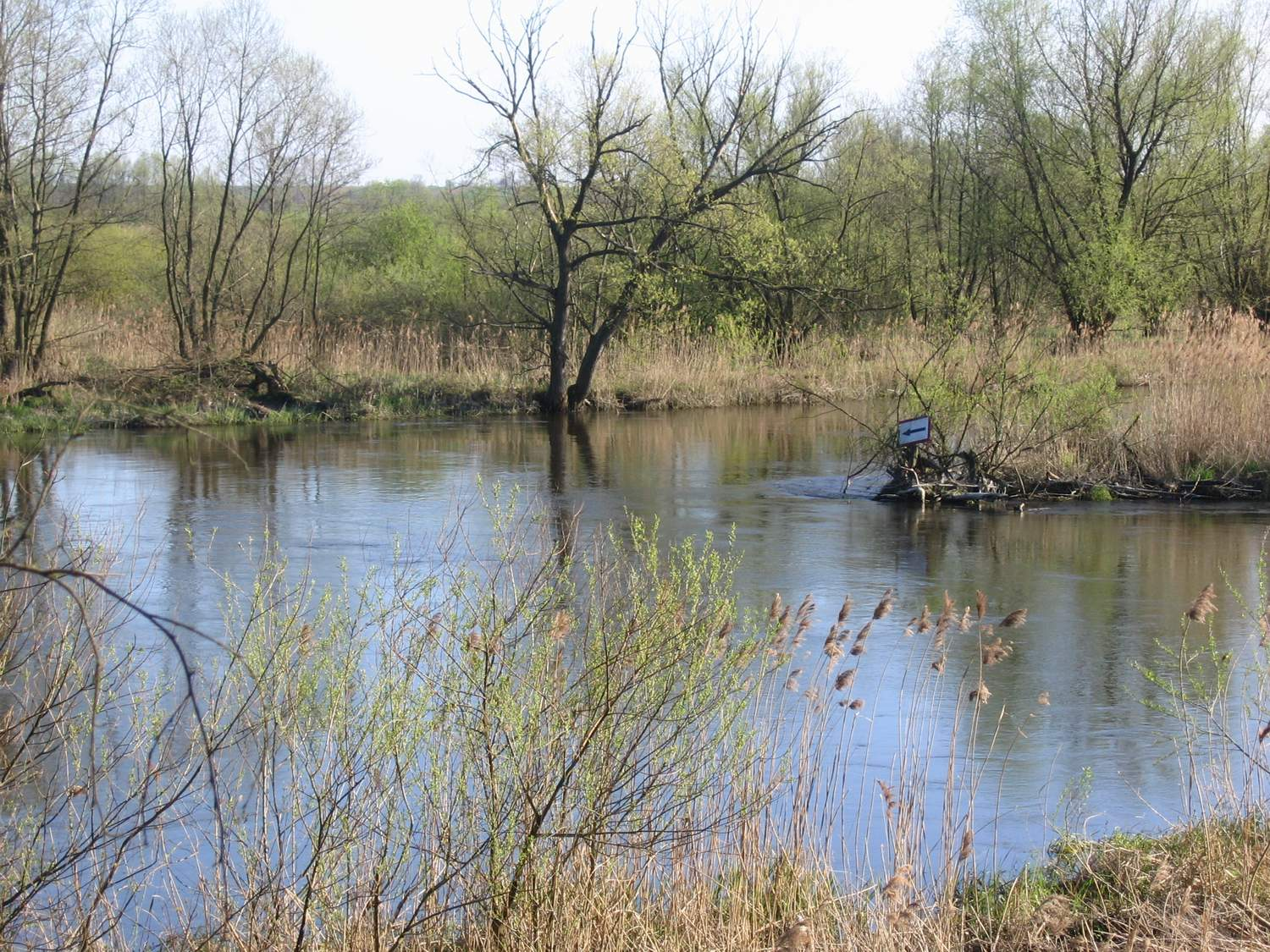
Warta w Nadwarciańskim Parku Krajobrazowym
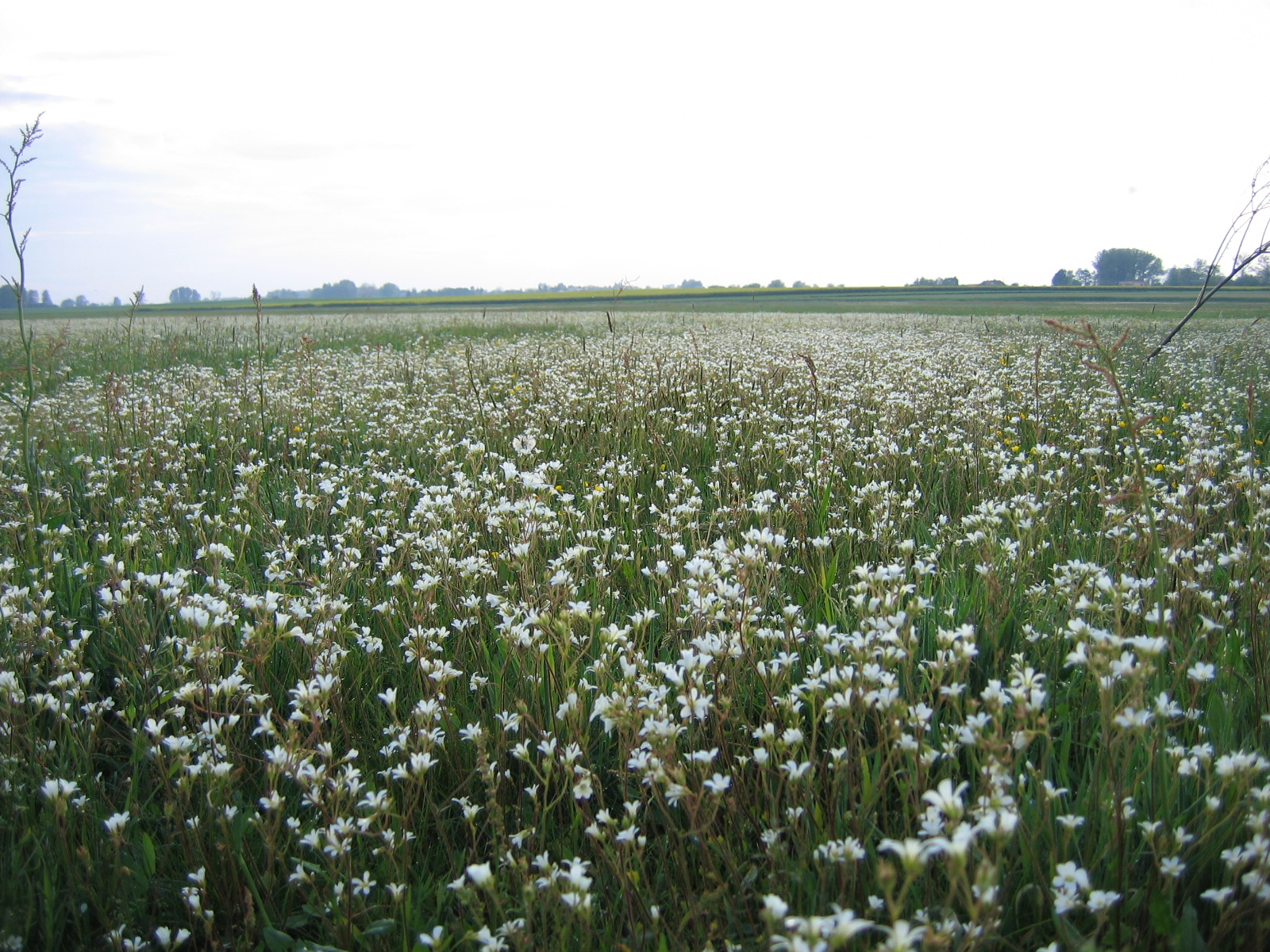
Łąki w Nadwarciańskim Parku Krajobrazowym
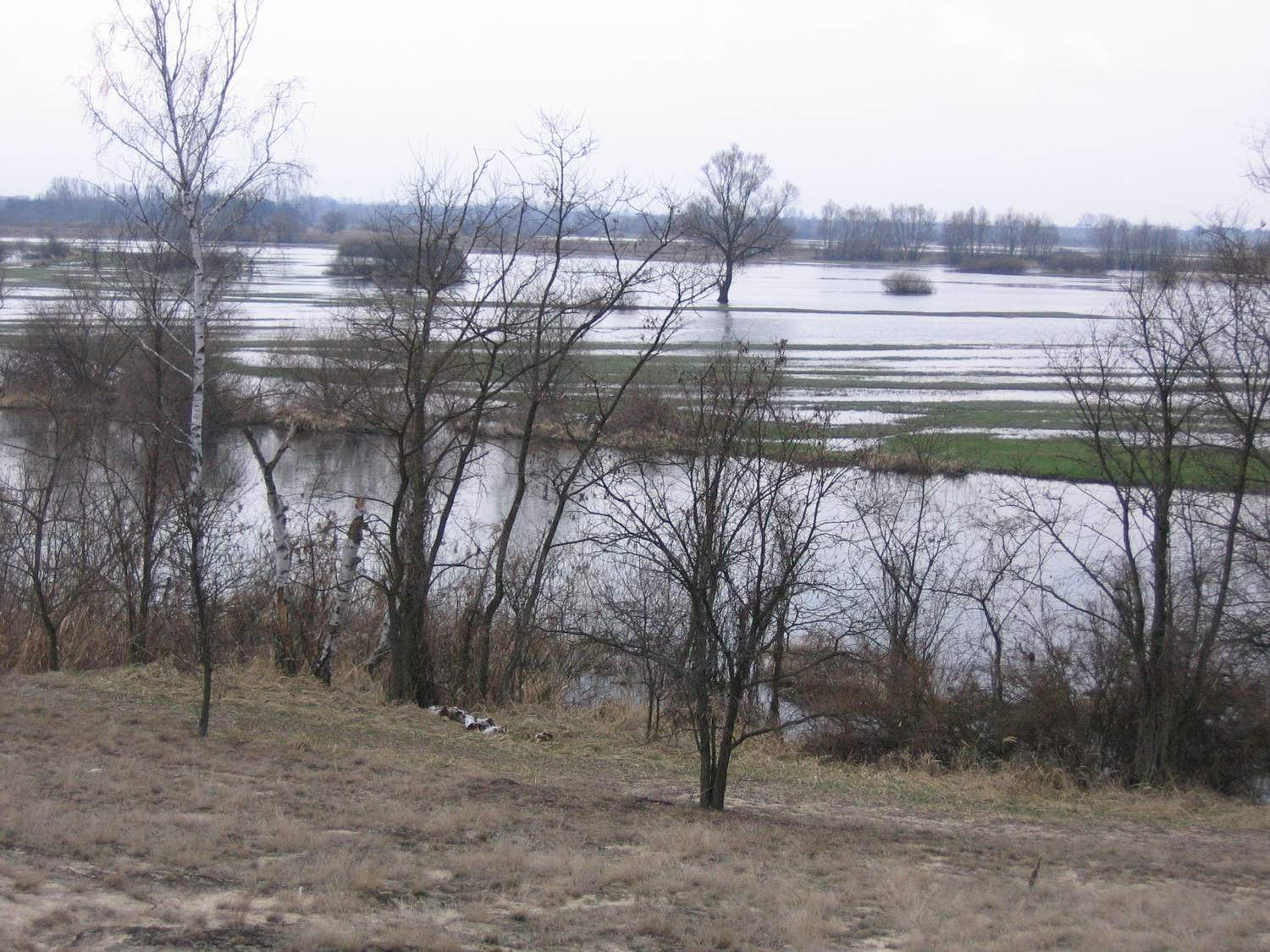
Dolina Warty – wysoki stan wody w marcu
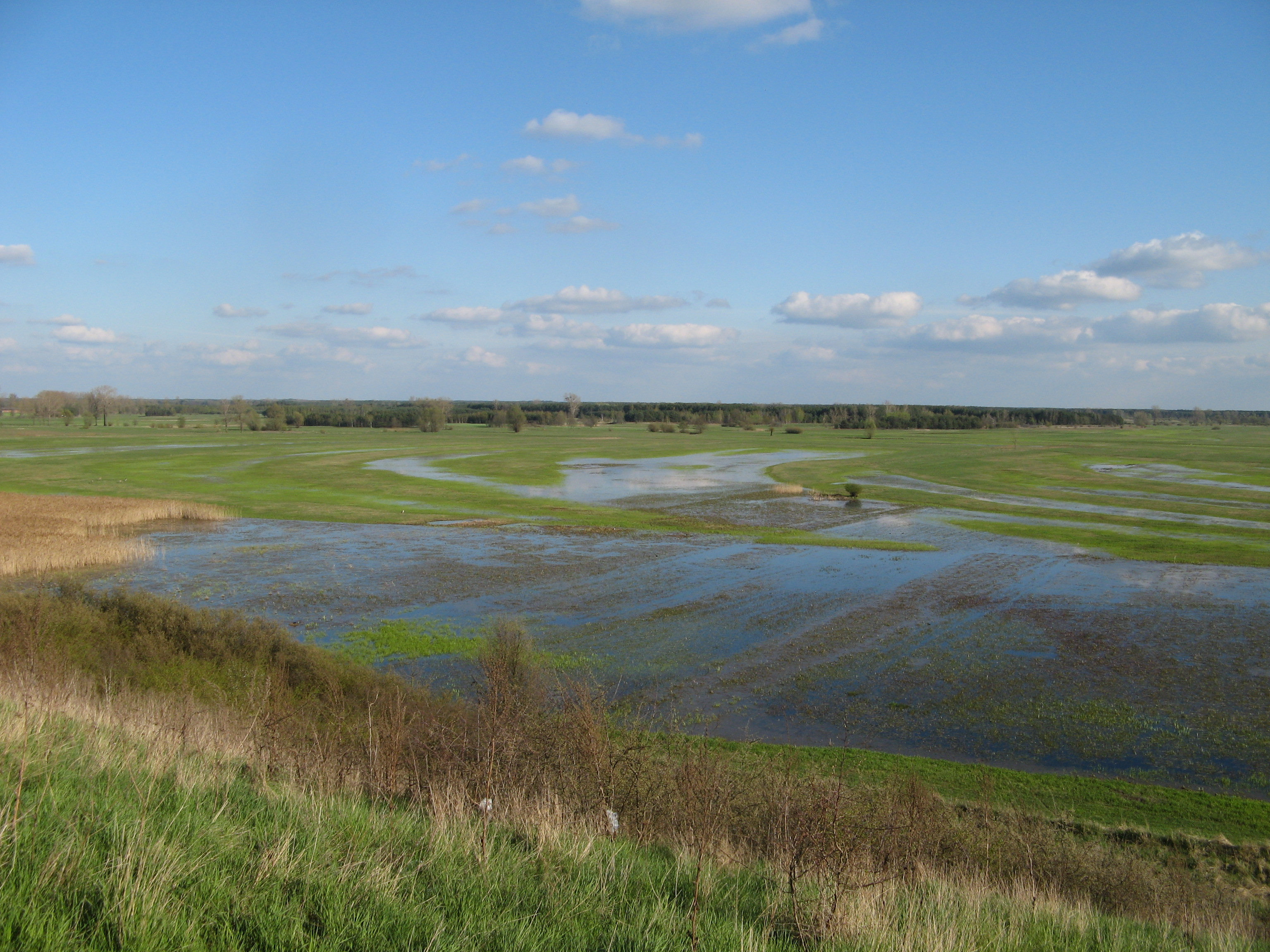
Zalane łąki podczas wiosennego wezbrania Warty na terenie Nadwarciańskiego Parku Krajobrazowego
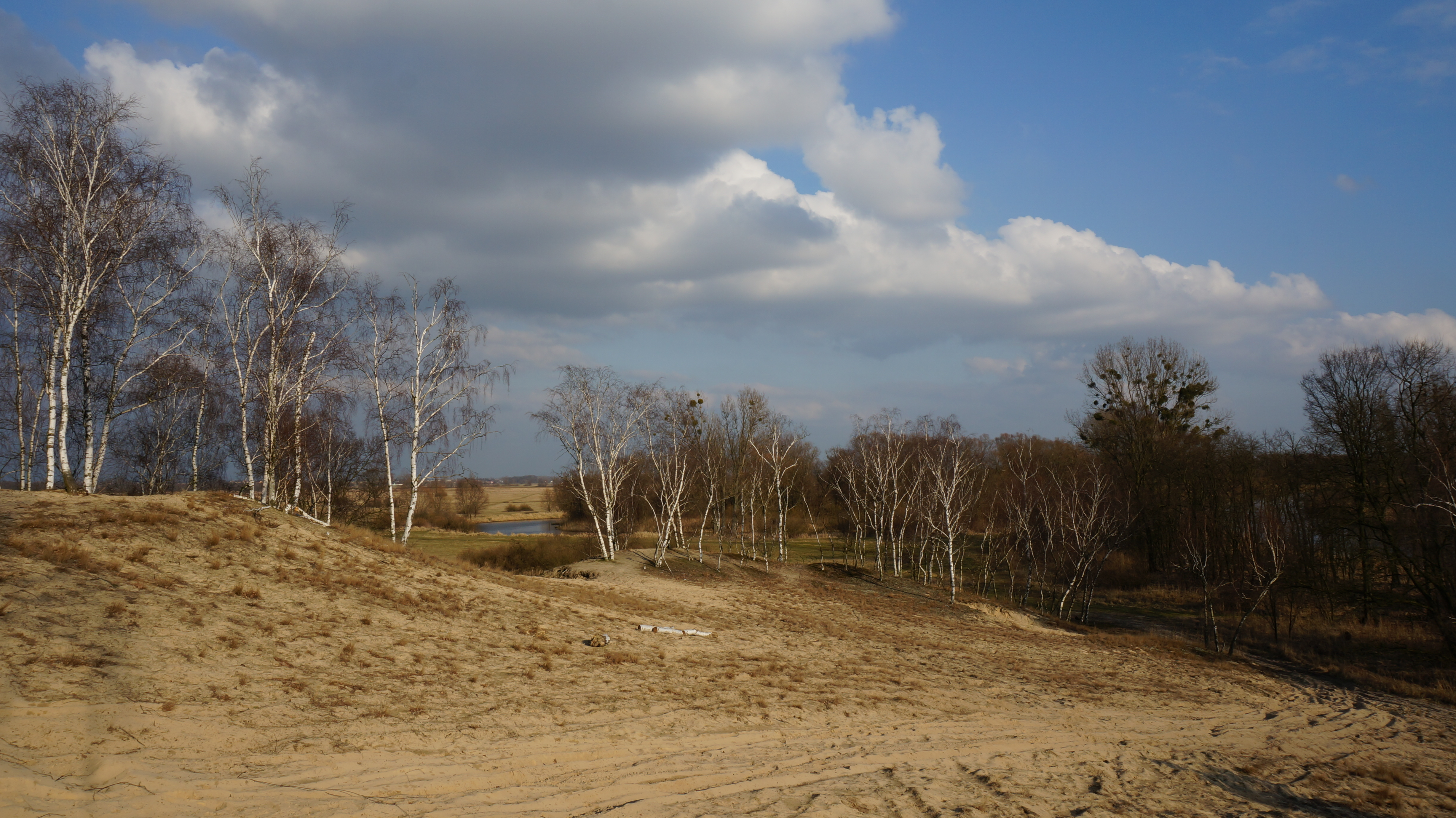
Borek Lądkowski, widok na Kolano Warty – starorzecze.
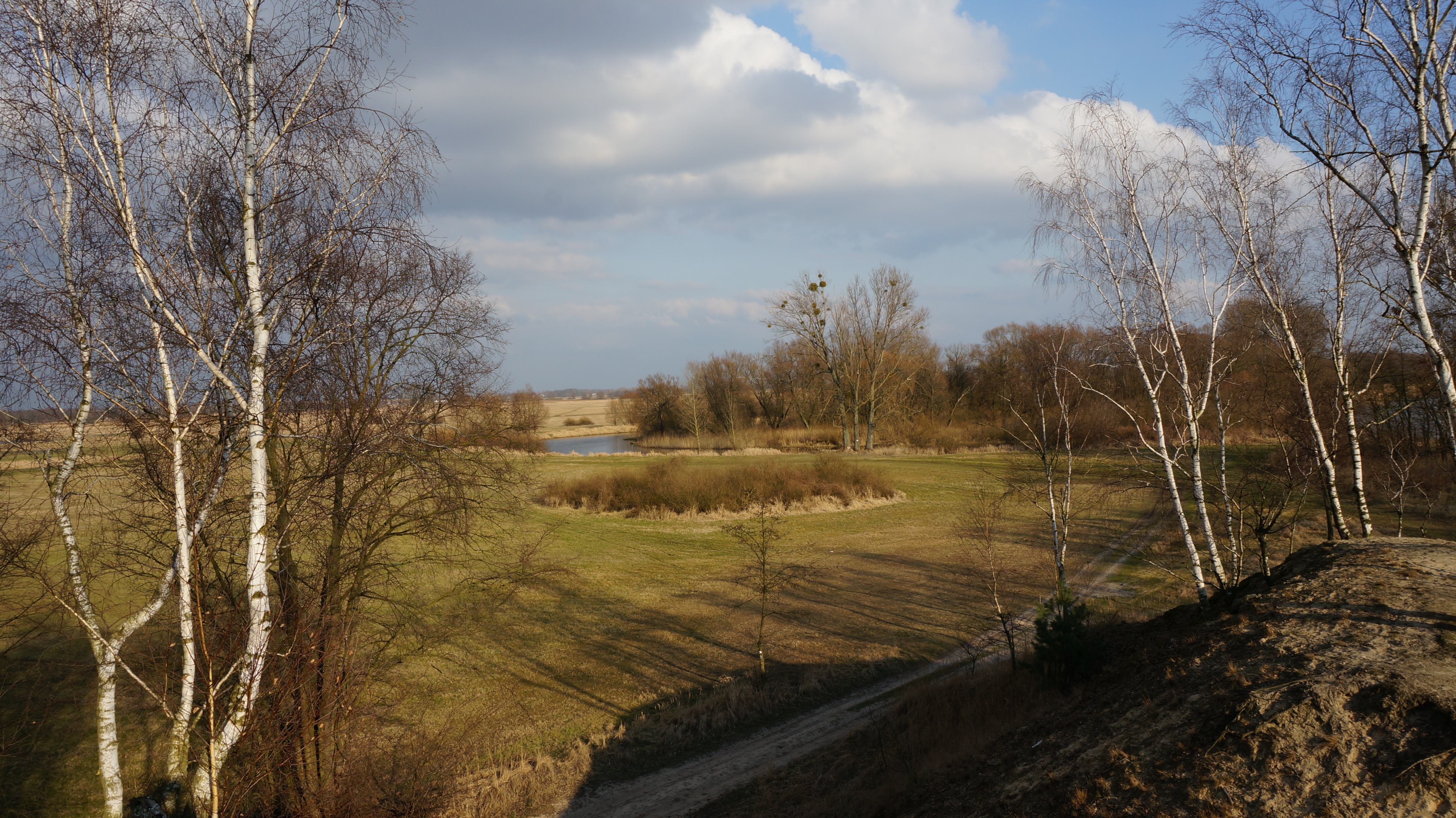
Borek Lądkowski, widok na Kolano Warty – starorzecze.
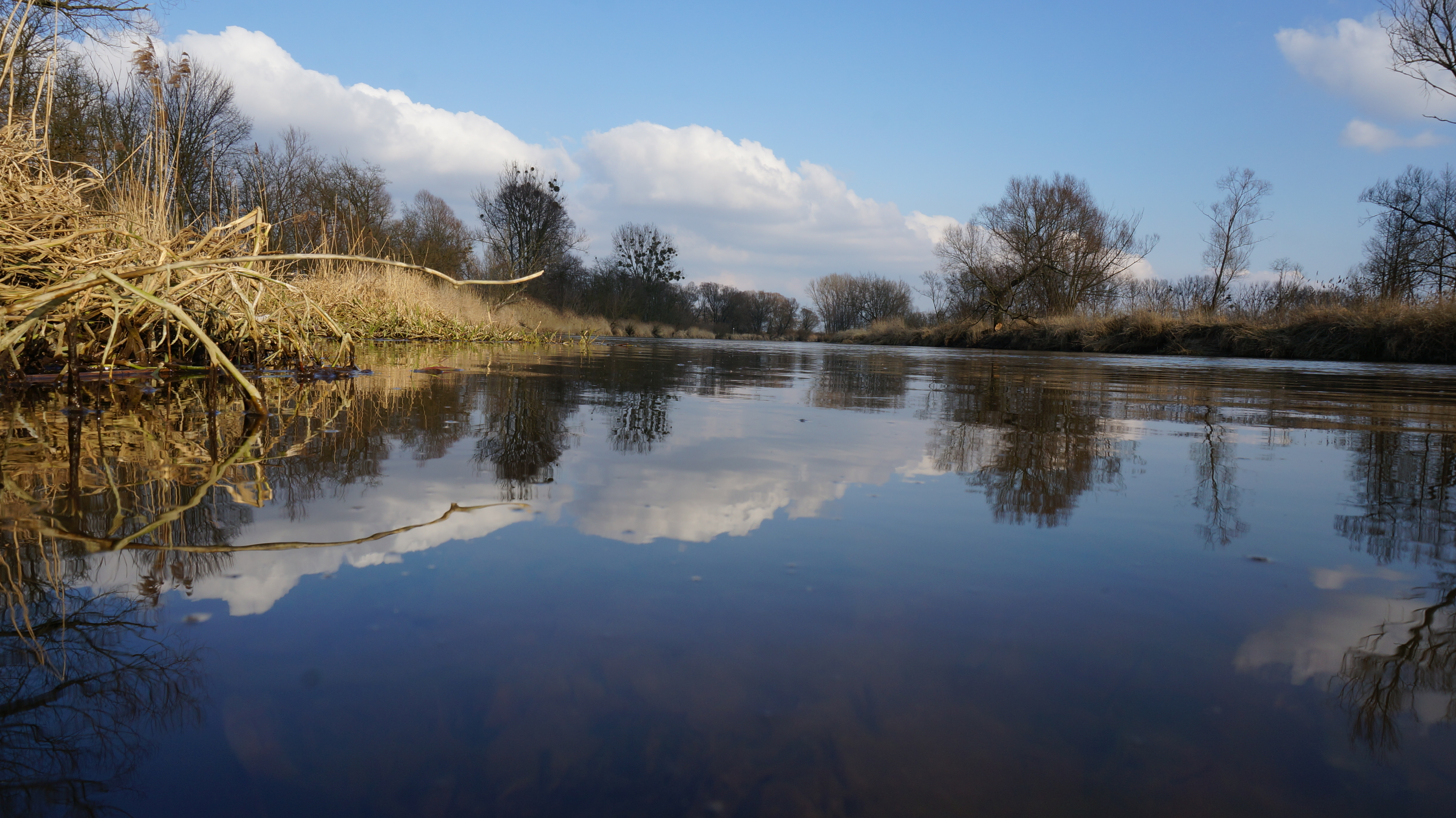
Rzeka Warta, widok od strony Borku Lądkowskiego.